# Rahui
Na cultura maori, um rāhui é uma forma de tapu que restringe o acesso ou a utilização de uma área ou recurso por pessoas não autorizadas. Com a aprovação da Lei de Pescas de 1996, um rāhui também pode ser imposto pelo Ministério a Pesca Nova Zelândia. Nas Ilhas Cook, algumas rahui foram postas em prática pelo Serviço Nacional de Meio Ambiente.